# Nautilocalyx whitei
Nautilocalyx whitei är en tvåhjärtbladig växtart som beskrevs av Henry Hurd Rusby. Nautilocalyx whitei ingår i släktet Nautilocalyx och familjen Gesneriaceae. Inga underarter finns listade i Catalogue of Life.